# Солнышко на нитке
«Солнышко на нитке» — советский короткометражный кукольный мультипликационный фильм 1977 года. Режиссёр — Владимир Данилевич.

## Сюжет
Когда солнышко скрылось за тучу, мышонок решил заменить его воздушным шариком.

## Над мультфильмом работали
| Автор сценария                | Людмила Зубкова |
| Режиссёр                      | Владимир Данилевич |
| Художники-постановщики        | Ирина Доброницкая, Николай Титов |
| Оператор                      | Владимир Сидоров |
| Композитор                    | Евгений Ботяров |
| Звукооператор                 | Борис Фильчиков |
| Художники-мультипликаторы     | Галина Золотовская, Т. Гущина, Сергей Олифиренко |
| Куклы и декорации изготовили: | Владимир Аббакумов (в титрах — В. Абакумов), Павел Гусев, Михаил Колтунов, Александр Ширчков (в титрах — А. Шерчков), Виктор Гришин, Семён Этлис, Александр Горбачёв |
| под руководством              | В. Кима |
| Монтажёр                      | Г. Филатова |
| Редактор                      | Наталья Абрамова |
| Директор картины              | Г. Ковров |